# أسلام أباد (بختاجرد)
أسلام أباد (بالفارسية: اسلام‌آباد) هي قرية تقع في إيران في البلدة المركزية. يقدر عدد سكانها بـ 1,028 نسمة .